# Ферари 458
Ферари 458 италија (Ferrari 458 Italia) је двоседи спортски аутомобил први пут приказан на салону аутомобила у Франкфурту 15. септембра 2009. године. Италија је дизајнирана да замени старији модел F430 са циљем да буде конкурент на тржишту Ламборгинијевом моделу гаљардо. Од краја 2009. цена модела је 196.933€, што је за 24.000€ више него што је било потребно издвојити за модел F430.
Аутомобил покреће V8 од 4,5 l са ваздушним хлађењем и развија снагу од 127 КС по литру радне запремине, што је изузетно велика вредност за моторе који се хладе на овај начин. У називу аутомобила 458, прве две цифре се односе на радну запремину мотора, док се трећа цифра односи на број цилиндара.